# Võ Nguyên Sảng
Võ Nguyên Sảng (chữ Hán: 武元爽), là con của Võ Sĩ Hoạch cùng nguyên phối Lý phu nhân, ông là anh của Võ Tắc Thiên, em của Võ Nguyên Khánh, cha của Võ Thừa Tự, quan viên nhà Đường. Ông được Võ Tắc Thiên truy phong Ngụy Đức vương (魏德王).

## Cuộc Đời
Võ Nguyên Sảng là con của Võ Sĩ Hoạch với nguyên phối Lý thị, là em ruột của Võ Nguyên Khánh. Mẹ kế là Dương thị chính là mẹ của Võ Tắc Thiên.
Năm Trinh Quán thứ 9 (635), sau khi Võ Sĩ Hoạch mất, ông và Võ Nguyên Khánh với hai người con của anh cha mình là Võ Duy Lương, Võ Hoài Vận đối đãi thất lễ với Dương thị. Năm Vĩnh Huy thứ 6 (655), Võ Tắc Thiên trở thành Thiên Hậu, gia tặng cha mình Võ Sĩ Hoạch thành Thái úy, Dương thị thành Vinh Quốc phu nhân. Lúc này, Võ Hậu phong quan cho Võ Nguyên Khánh trở thành Tông Chánh Thiếu khanh, Võ Nguyên Sảng thành Thiếu Phủ Thiếu giám, Võ Duy Lương thành Vệ Úy Thiếu khanh.
Vào năm 666, Vinh Quốc phu nhân bày tiệc rượu trong gia đình, tụi người Võ Nguyên Khánh và ông tỏ thái độ bất mãn khiến phu nhân rất giận. Võ Tắc Thiên biết chuyện, liền đày bọn họ làm Thứ sử các châu xa. Võ Nguyên Khánh thành Thứ sử Long Châu, Võ Nguyên Sảng thành Thứ sử Hào Châu, Võ Duy Lương thành Thứ sử Thủy Châu. Võ Nguyên Khánh bệnh chết ở Hòa Châu.
Năm 690, Võ Tắc Thiên sáng lập triều đại Võ Chu, truy phong Võ Nguyên Sảng thành Ngụy Đức vương (魏德王). Con trai ông là Võ Thừa Tự được bà trọng dụng.